# La Harengère
La Harengère ist eine französische Gemeinde mit 598 Einwohnern (Stand: 1. Januar 2022) im Département Eure in der Region Normandie (vor 2016 Haute-Normandie). Sie gehört zum Arrondissement Bernay und zum Kanton Grand Bourgtheroulde. Die Einwohner werden Harengérois genannt.

## Geografie
La Harengère liegt in Nordfrankreich, etwa 31 Kilometer südsüdwestlich von Rouen. Umgeben wird La Harengère von den Nachbargemeinden Saint-Germain-de-Pasquier im Norden, Saint-Didier-des-Bois im Nordosten und Osten, Mandeville im Südosten, Criquebeuf-la-Campagne im Süden, Fouqueville im Westen sowie Le Bec-Thomas im Nordwesten.

## Bevölkerungsentwicklung
| Einwohner                  | 221 | 208 | 242 | 354 | 421 | 418 | 500 | 558 | 609 |
| Quellen: Cassini und INSEE |     |     |     |     |     |     |     |     |     |

## Sehenswürdigkeiten
- Kirche Saint-Christophe